# Tachinoestrus semenovi
Tachinoestrus semenovi là một loài ruồi trong họ Tachinidae.